# Sison
Sison (Bayan ng Sison) är en kommun i Filippinerna. Kommunen ligger på ön Luzon, och tillhör provinsen Pangasinan. Folkmängden uppgår till 40 955 invånare.

## Bildgalleri

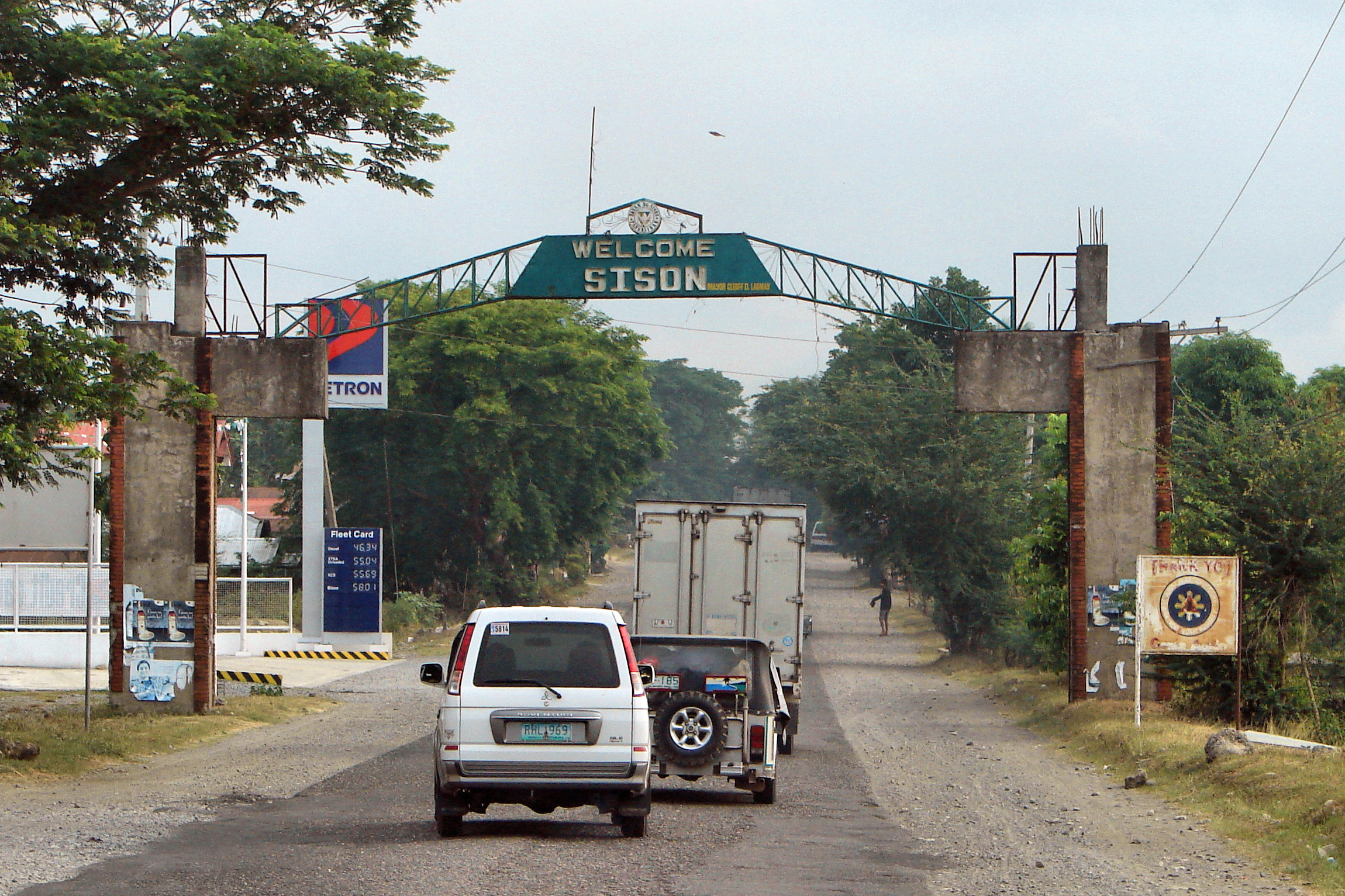
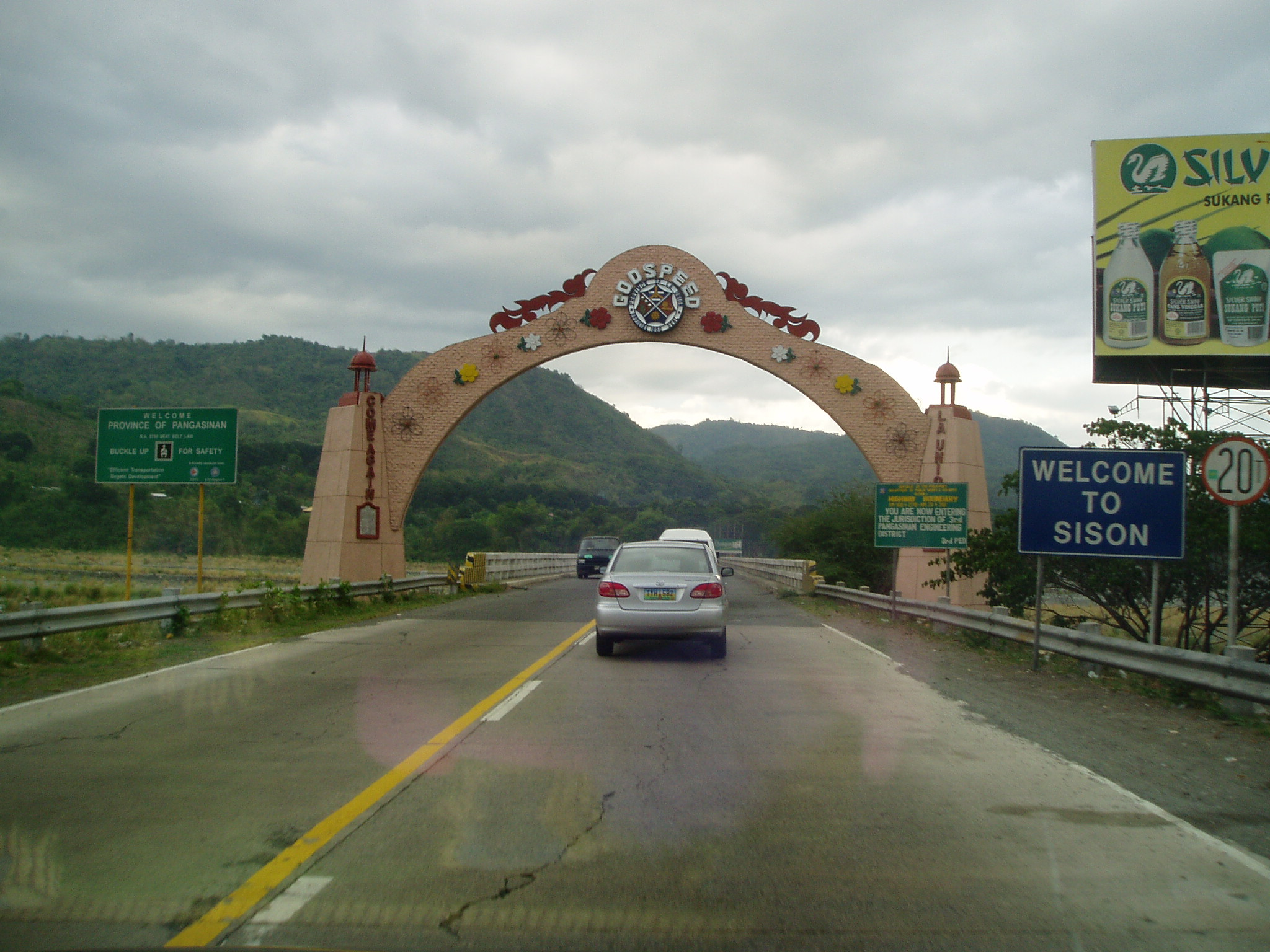

## Barangayer
Sison är indelat i 28 barangayer.
| - Agat - Alibeng - Amagbagan - Artacho - Asan Norte - Asan Sur - Bantay Insik - Bila - Binmeckeg - Bulaoen East - Bulaoen West - Cabaritan - Calunetan - Camangaan | - Cauringan - Dungon - Esperanza - Killo - Labayug - Paldit - Pindangan - Pinmilapil - Poblacion Central - Poblacion Norte - Poblacion Sur - Sagunto - Inmalog - Tara-tara |